# Transakcja kolbuszowska
Transakcja kolbuszowska (ewentualnie afera kolbuszowska) – podział ordynacji Ostrogskich, który wywołał wielką aferę polityczną w latach 50. XVIII w.
W 1609 r. Janusz Ostrogski utworzył ordynację Ostrogskich. W przeciągu następnych kilkudziesięciu lat kilkakrotnie naruszano zasady dziedziczenia. W 1752 r. tuż przed wybuchem afery, liczyła 21 miast i 568 wsi. Od 1750 r., kolejnym – siódmym – ordynatem był książę Janusz Sanguszko. Popadł on w znaczne długi i aby je spłacić postanowił podzielić ordynację wśród dłużników. Wśród wierzycieli byli przedstawiciele dwóch czołowych rodzin Rzeczypospolitej: Czartoryscy (tworzący z Poniatowskimi stronnictwo pod nazwą Familia) oraz Potoccy. Czartoryscy wyrazili zgodę na podział ordynacji, bowiem liczyli oni na rozbicie konkurencyjnego stronnictwa (Potockich) i poprawę zachwianej po sejmie z 1752 r. pozycji na dworze króla Augusta III (utrata wpływów wiązała się zbyt samodzielną polityką wobec króla i próbami przeprowadzenia reform kraju). Ostatecznie do podziału ordynacji doszło w dniu 7 grudnia 1753 r. Operacja ta nazwana kolbuszowską wywołała powszechne oburzenie szlachty. Wynikało to z tego, że na ordynacie ciążył obowiązek utrzymania oddziałów ordynackich na potrzeby państwa oraz naruszono prawo. Część polityków w związku z aferą kolbuszowską odsunęła się od Czartoryskich, zaś oni sami przeszli do opozycji, a Potoccy zbliżyli się do dworu.
Familia, broniąc dokonanego podziału, zerwała sejm w 1754 r. Król na wniosek senatorów powołał 5 ambasadorów ordynacji oraz komisję, której celem była lustracja ordynacji i zabezpieczenie funkcjonowania oddziałów ordynackich. 
Kasatę ordynacji zatwierdził sejm z 1766 r., gdy władcą Rzeczypospolitej był stronnik Czartoryskich – Stanisław August Poniatowski.